# 南京路 (台中市)
南京路、南京東路為臺灣臺中市的道路之一，路線呈」型，南京路不分段、南京東路共分三段。西過雙十路銜接光復路，往北目前至北屯路240巷，未來將向北延伸至松竹車站前；建成路以西配置雙向四車道，以北配置雙向兩車道。除進德路以西路段，其餘路段皆與台鐵台中線平行。

## 行經行政區域
- 東區 (臺中市)
- 北區 (臺中市)
- 北屯區

## 分段
- 南京路不分段
- 南京東路
  - 一段：自由路三段－力行路
  - 二段：力行路－天祥街
  - 三段：天祥街－北屯路240巷

## 沿線設施
（由西南到北）
建國路、雙十路一段
南京路（東區）
- 干城重劃區（範圍至進德路口）
- 國光客運干城停車場
- 國道臺中轉運站（往臺中車站）

大智北路
- 台中國軍英雄館
- 憲兵第203指揮部
- 臺灣鐵路管理局電務處彰化電務段臺中號誌分駐所

復興路四、五段（往臺中糖廠湖濱園區）
- 台中秀泰廣場站前店S1館
- 南京路立體停車場
- 台中秀泰廣場站前店S2館

進德路（往建國市場）
- 台中第四市場（歷史建築）

進化路（往台三線）
- 臺中市政府警察局第三分局東區分駐所

建成路
自由路三段
南京東路一段
十甲路
精武路
- 國防部軍備局第401廠
- 臺鐵精武車站

南京東路二段（北區）
興進園道（往台中肉品市場）
天祥街
南京東路三段（北屯區）
- 臺鐵太原車站

太原路